# ブラウザホン641S
ブラウザホン641Ss（ブラウザホンろくよんいちエスエス）及びブラウザホン641Sf（ブラウザホンろくよんいちエスエフ）は、シャープによって開発された、NTTドコモのPHS部門のPHS端末製品である。

## 概要
2001年2月にドコモのPHSで初めてCompact HTML対応のブラウザ搭載端末として発売された。641Ssがストレートタイプで、641Sfがフリップタイプになる。ブラウザについては、mopera接続の他に一般のインターネットサービスプロバイダに接続する事が出来る。mopera経由の場合は1分15円で、一般のプロバイダの場合は昼間1分10円、夜間90秒10円で接続する事が出来る。ドコモが提供するメニューに関してはmopera経由しか接続する事が出来ない。CMで「iモードみたい…」と言っていたが、iモードには対応していない。メールに関しては、以前の機種に引き続きパルディオEメールに対応し、1500文字までのメールを送信する事が出来る。
641Ssをベースとして、音楽配信サービス対応のPicwalk SH712mが登場している。
これ以降の端末はPicwalk等の特殊端末は除き、「ブラウザホン」ブランドとして発売されている。

## 歴史
- 2000年9月26日：電気通信端末機器審査協会 (JATE)通過（A00-0992JP・641Ss、A00-0991JP・641Sf）
- 2001年1月30日：ドコモより発売を発表
- 2001年2月5日：発売開始